# Mauno Maunola
Mauno Maunola (20 de octubre de 1911-15 de abril de 1970) fue un músico, compositor y crítico musical finlandés.

## Biografía
Su verdadero nombre era Maukka Kalervo Maunola, y nació en Helsinki, Finlandia.
Empezó a tocar el violín a los seis años de edad, aunque también tocaba la batería. Sin embargo, con el paso del tiempo acabó siendo un experto contrabajista. Durante la Guerra de invierno y la Guerra de continuación sirvió en el frente. 
En las décadas de 1940 y 1950 fue miembro de diferentes orquestas de baile y participó en innumerables grabaciones, en muchas ocasiones junto al guitarrista Ingmar Englund. Maunola escribió un total de 30 canciones, siendo las de mayor fama On sambaa tanssi tää, cantada por Henry Theel, y Unohtumaton Elmeri, que interpretó Ragni Malmstén.
Mauno Maunola falleció en Helsinki en el año 1970.